# Кралство Лаос
Кралство Лаос е конституционна монархия, която управлява Лаос, започвайки с неговата независимост на 9 ноември 1953 г. Монархията продължава до декември 1975 г., когато последният ѝ крал Саванг Ватана предава властта на Патет Лао, които премахват монархията и я заменят с марксистка държава, наречена Лаоска народнодемократична република, която оттогава контролира Лаос.
Дадено е самоуправление с новата конституция през 1947 г. като част от федерация с останалата част от френски Индокитай. Договорът от 1953 г. най-накрая установява суверенна независима държава Лаос, но не определя кой ще управлява страната. През следващите години три групи, водени от т. нар. „Трима принцове“, претендират за властта: неутралистите на принца Сувана Фаума, дясната партия на принц Буун Оум и левият, подкрепян от Северен Виетнам Лаоски Патриотичен фронт (сега наричан „Патет Лао“) на принц Суфановонг и бъдещия премиер Кайсоне Фомвихане.

## История
Кралство Лаос е официално провъзгласено, когато новата Конституция е обнародвана през 1947 г. като част от колониалния френски съюз и получава пълна независимост през 1953 г.

### Правителство
След договора от 1953 г., който дава на Лаос независимост, кралското правителство поема контрола над страната. Този договор установява конституционна монархия, като избира Сисаванг Вонг за крал и принц Сувана Фаума за министър-председател.
Множество опити са направени от тримата принцове и крал Саванг Ватана за установяване на коалиционно правителство. Първото правителство на националното единство е създадено през 1958 г. при принц Сувана Фаума, но се срива след два месеца. Министър-председателят, който под конституцията назначава своите министри и получава съвети от краля, сключва сделка с брат си княз Суфанувонг.
Сувана Фума дава на комунистите две места в кабинета и в замяна Суфанувонг ще интегрира 1500 от техните 6000 бойци в кралската армия. Принц Суфанувонг получава поста на министър на планирането, реконструкцията и урбанизацията, а друг член на комунистическата партия е назначен за министър на религията и изящните изкуства.

### Въоръжени сили
Кралство Лаос е разделено на пет военни района. Въоръжените сили на Кралство Лаос са отговорни за отбраната на страната, състояща се от три дивизии на служба: Кралска лаоска армия, Кралски лаоски флот и Кралски военновъздушни сили на Лаос, които са под контрола на Министерството на отбраната във Виентян.
Съединените щати снабдяват флота с двадесет речни патрулни лодки и шестнадесет самолетоносачи. Между 1962 и 1971 г. Съединените щати предоставят на Лаос около 500 млн. долара военна помощ.

### Външни отношения
Правителството на Кралство Лаос има близки отношения със Съединените щати, които дават помощ за страната и я подпомагат в кампанията срещу Патет Лао и Северновиетнамското комунистическо движение. През 1957 г. САЩ харчат повече на глава от населението за чуждестранна помощ за Лаос, отколкото за всяка друга нация. Това се изчислява като 150 щатски долара, два пъти средния годишен доход на лице. Някои от парите отиват за подкрепа на проамериканските кандидати на избори, докато други пари са в програма за подпомагане на местната валута – кип.
Крал Саванг Ватана посещава Съединените щати през 1963 г., за да се срещне с президента Джон Кенеди.
Лаос е подкрепен и от Франция, Австралия, Бирма, Тайланд и Япония.

### Гражданска война
През 1960 г. след редица бунтове и сблъсъци между кралската лаоска армия и комунистическия Патет Лао, подкрепян от Съветския съюз, второ временно правителство на националното единство е формирано от принц Сувана Фаума през 1962 г. То се оказва неуспешно и ситуацията се влошава след като конфликтът в Лаос става фокус на съперничеството между суперсилите от Студената война. По време на инвазията на Северен Виетнам в Лаос, Патет Лао са подкрепени военно от северновиетнамската армия и Виетконг.
Лаос също е забъркан във войната във Виетнам, тъй като части от Лаос са окупирани от Северен Виетнам, за да бъдат използвани като маршрут за доставка на войната срещу Юга. В отговор, Съединените щати започват бомбардировъчна кампания срещу позициите на Северен Виетнам, подкрепят редовни и нередовни антикомунистически сили в Лаос, включително тези, водени от генерал Ванг Пао, и подкрят навлизането на Южен Виетнам в Лаос. Освен това осигуряват доставки, обучение и финансиране на централното правителство.
През 1968 г. Северновиетнамската армия започва атака с няколко дивизии, за да помогне на Патет Лао да се бие с кралската лаоска армия. Атаката води до това, че армията до голяма степен се демобилизира, оставяйки конфликта на нерегламентирани сили, подкрепяни от Съединените щати и Тайланд.
Огромни въздушни бомбардировки срещу Патет Лао и Северновиетнамската армия са извършени от Съединените щати. Съобщава се, че Лаос е засегнат средно от бомбардировка на всеки осем минути, 24 часа в денонощието, между 1964 и 1973 г. Американските бомбардировачи изхвърлят повече боеприпаси в Лаос през този период, отколкото през цялата Втора световна война. Лаос е най-тежко бомбардираната държава, на глава от населението в света.
През 1975 г. Патет Лао, заедно с народната армия на Виетнам и подкрепа от Съветския съюз, сваля кралското правителство в Лаос и принуждава крал Саванг Ватана да се откаже на 2 декември 1975 г. По-късно той загива в плен.

### Падане на правителството
Постигнато е прекратяване на огъня през февруари 1973 г., след Парижките мирни споразумения между Съединените щати и Северен Виетнам. През април 1974 г. е създадено друго временно правителство на националното единство, като премиер е Сувана Фаума. По това време Патет Лао обаче контролира големите части на страната и след падането на Сайгон и Пном Пен от комунистическите сили през април 1975 г. са отхвърлени шансовете за коалиционно правителство в Лаос. След комунистическите победи в двете страни те напредват до Виентян.
На 2 декември 1975 г. във Виентян, принц Вонг Саванг представя писмото за абдикация на крал Саванг Ватана в полза на Патет Лао. Народна демократична република в Лаос е създадена.

### Последици
Около 30 000 до 40 000 граждани и членове на старото правителство, включително кралското семейство, са отведени в лагери за превъзпитание в отдалечени райони на Лаос след преврата.